# Липовецька волость
Липовецька волость — адміністративно-територіальна одиниця Липовецького повіту Київської губернії з центром у повітовому місті Липовець (до складу волості входили передмістя).
Станом на 1886 рік складалася з 11 поселень, 11 сільських громад. Населення — 5439 осіб (2724 чоловічої статі та 2715 — жіночої), 750 дворових господарств.
|                     | Площа, десятин | У тому числі орної, дес. |
| ------------------- | -------------- | ------------------------ |
| Сільських громад    | 4898           | 3625                     |
| Приватної власності | 4100           | 3430                     |
| Іншої власності     | 220            | 170                      |
| Загалом             | 9218           | 7225                     |

Поселення волості:
- Віцентівка — колишнє власницьке село, 232 особи, 33 двори, каплиця, постоялий будинок.
- Славна — колишнє власницьке містечко при річці Соб, 670 осіб, 99 дворів, постоялий будинок, водяний млин.
- Струтинка — колишнє власницьке село при струмкові Широко-Рудянському, 636 осіб, 91 двір, каплиця, постоялий будинок, вітряний млин.
- Феликсівка — колишнє власницьке село при струмкові, 557 осіб, 86 дворів, каплиця, постоялий будинок.